# Julio Fis
Julio Fis Roussedy, né le 28 octobre 1974 à Guantánamo à Cuba, est un ancien joueur de handball évoluant au poste de arrière gauche. À l'instar d'autres joueurs de l'équipe nationale de Cuba tels que Carlos Pérez, Rolando Uríos ou encore Ivo Díaz, il quitte son île natale pour l'Europe et plus précisément la Hongrie où il évolue pendant deux saisons. Il prend par la suite la direction de l'Espagne et prend la nationalité espagnole en 2005, débutant la même année en équipe nationale d'Espagne.

## Résultats

### Club
Compétitions internationales
- Vainqueur de la Ligue des champions (C1) (1) : 2006 (avec BM Ciudad Real)
- Vainqueur de la Coupe de l'EHF (C3) (1) : 2002 (avec THW Kiel)
- Vainqueur de la Supercoupe d'Europe (2) : 2005, 2006 (avec BM Ciudad Real)
- Vainqueur de la Coupe du monde des clubs (1) : 2007 (avec BM Ciudad Real)

Compétitions nationales
- Vainqueur du Championnat d'Espagne (1) : 2007 (avec BM Ciudad Real)
  - Vice-champion en 2006 (avec BM Ciudad Real)
- Vainqueur de la Coupe ASOBAL (3) : 2003 (avec BM Valladolid), 2006, 2007 (avec BM Ciudad Real)
- Vainqueur de la Coupe du Roi (1) : 2005 (avec BM Valladolid)
  - Finaliste en 2006, 2007 (avec BM Ciudad Real)

### Sélections nationales
Cuba
- 28 sélections et ? buts avec l'équipe nationale de Cuba
- Médaille d'or aux Jeux panaméricains de 1995 (en)[3]
- Médaille d'or au Championnat panaméricain 1996
- 14e au championnat du monde 1997 au  Japon[1]
- Médaille d'or au Championnat panaméricain 1998
- 8e au championnat du monde 1999 en  Égypte[1]
- Médaille d'or aux Jeux panaméricains de 1999 (en)[4]

 Espagne
- 23 sélections et 47 buts avec l'équipe nationale d'Espagne entre 2005 et 2006[2]
- Médaille d'or aux Jeux méditerranéens de 2005[2]
- Médaille d'argent au championnat d'Europe 2006[2] en  Suisse

## Distinctions personnelles
- Meilleur buteur du Championnat d'Espagne (2) : 2004 et 2005